# پیکو (ویرایشگر متن)
پیکو
(به انگلیسی: Pico)نام یک ویرایشگر متن ساده برای سیستمهای یونیکس و شبه یونیکس است. از آنجا که پروانه نرم‌افزاری پیکو آزاد نیست، پروژه گنو تصمیم به ایجاد یک ویرایشگر متن با نام گنو نانو کرد که شبیه به پیکو می‌باشد.